# Сноавэ
Сноа́вэ (рум. Snoavă) — повествование маленького размера в прозе, которое может быть народным или культовым, имеет анекдотический характер, эпическое в нём переплетается с сатирическим.
По форме сноавэ ближе скорее к поговоркам, чем анекдотам, которые в Румынии не особо пользуются популярностью даже в наше время. Характерна для молдавского и румынского юмора.
Народ может высмеивать в сноавэ самого себя, попа, боярина, цыгана или еврея, святого Петра, сельских девушек или парней, вообще всех, кто попадается на глаза. Но смех этот лишëн злобы и сарказма. Это смех ради самого смеха, ради того, чтобы повеселиться. Сноавэ возникает потому, что в поведении высмеиваемых персонажей отражаются вредные человеческие привычки, несчастья и злоба, которые нельзя замалчивать.